# Kóstas Chatzís
Kóstas Chatzís ou Kóstas Hatzís (grec moderne : Κώστας Χατζής ; Livadiá, 13 août 1936) est un auteur-compositeur et musicien grec, d’origine rom.

## Biographie
Né à Livadiá dans une famille rom hellénisée, c’est dans l’adolescence que Kóstas Chatzís commence à jouer dans les mariages et les baptêmes. Il s’installe à Athènes en 1957, enregistre son premier disque en 1961 et devient populaire au milieu des années 1960, dans la foulée du mouvement de redécouverte et de renouvellement de la musique populaire grecque (laïkó).
Kóstas Chatzís collabore alors avec les plus célèbres musiciens de cette époque : Míkis Theodorákis, Mános Hadjidákis, Mímis Pléssas, Stávros Xarchákos, Yánnis Markópoulos, etc.
À la fin des années 1960, il donne une série de concerts aux États-Unis pour la diaspora grecque.
Kóstas Chatzís a enregistré des dizaines d’albums, et collaboré, entre autres, avec Sótia Tsótou (parolière) pour des dizaines de chansons, et Marinella, pour des récitals.

## Principales chansons
- 1968 : Den variése aderfé (Δεν βαριέσαι αδερφέ), musique : Kóstas Chatzís, paroles : Sótia Tsótou